# Gordon R. Dickson
Gordon Rupert Dickson (n. 1 noiembrie 1923, Edmonton, Alberta – d. 31 ianuarie 2001) a fost un scriitor american de literatură științifico-fantastică.

## Biografie
Dickson este, probabil, cel mai renumit pentru Childe Cycle și seria Dragon Knight. El a câștigat trei premii Hugo și un premiu Nebula.
Mare parte din viața sa a suferit de astm.  

## Lucrări (selecție)

### Childe Cycle
- The Genetic General (1960) (altă variantă: Dorsai!, 1976)
- Necromancer (1962) (alt titlu: No Room for Man)
- "Warrior" (1965) (povestire) inclusă în Lost Dorsai
- Soldier, Ask Not (1967)
- Tactics of Mistake (1971)
- The Spirit of Dorsai (1979)
- Lost Dorsai (1980)
- The Final Encyclopedia (1984)
- The Dorsai Companion (1986)
- The Chantry Guild (1988)
- Young Bleys (1991)
- Other (1994)
- Antagonist (cu David W. Wixon) (2007)

### SeriaDragon Knight
- The Dragon and the George (1976)
- The Dragon Knight (1990)
- The Dragon on the Border (1992)
- The Dragon at War (1992)
- The Dragon, the Earl, and the Troll (1994)
- The Dragon and the Djinn (1996)
- The Dragon and the Gnarly King (1997)
- The Dragon in Lyonesse (1998)
- The Dragon and the Fair Maid of Kent (2000)

### Seria Hoka
- Earthman's Burden (1957) (cu Poul Anderson) (Conținut dif: Hoka! Hoka! Hoka!) (1998)
- Hoka! (1983) (cu Poul Anderson)
- Star Prince Charlie (1983) (cu Poul Anderson)
- Hokas Pokas! (2000) (cu Poul Anderson) (include Star Prince Charlie)

### Romane
- Alien from Arcturus (1956) (extins ca Arcturus Landing)
- Mankind on the Run (1956) (alt titlu: On the Run, 1979)
- Time to Teleport (1960)
- Naked to the Stars (1961)
- Spacial Delivery (1961)
- Delusion World (1961)
- The Alien Way (1965)
- The Space Winners (1965)
- Mission to Universe (1965) (rev. 1977)
- The Space Swimmers (1967)
- Planet Run (1967) (cu Keith Laumer)
- Spacepaw (1969)
- Wolfling (1969)
- None But Man (1969)
- Hour of the Horde (1970)
- Sleepwalkers’ World (1971)
- The Outposter (1972)
- The Pritcher Mass (1972)
- Alien Art (1973)
- The R-Master (1973) (The Last Master, 1984)
- Gremlins, Go Home (1974) (cu Ben Bova)
- The Lifeship (alt titlu: Lifeboat) (1977) (cu Harry Harrison)
- Time Storm  (1977) (Furtună de timp, Ed. Nemira)
- The Far Call (1978)
- Home from the Shore (1978)
- Pro (1978) (ilustrații de James R. Odbert) (roman grafic Ace)
- Masters of Everon (1980)
- The Last Master (1984)
- Jamie the Red (1984) (cu Roland Green)
- The Forever Man (1986)
- Way of the Pilgrim (1987)
- The Earth Lords (1989)
- Wolf and Iron (1990) (Lup și fier, Ed. Nemira)
- The Magnificent Wilf (1995)
- The Right to Arm Bears (2000) antologie Spacial Delivery, Spacepaw, etc.

### În română
- Domnișoara Prinks, Almanahul Anticipația 1986
- Golful delfinului, Almanahul Anticipația 1987